# Nicolae Simion
Nicolae Simion (17 de mayo de 1952) es un deportista rumano que compitió en remo. Ganó una medalla de bronce en el Campeonato Mundial de Remo de 1975, en la prueba de cuatro sin timonel.

## Palmarés internacional
| Campeonato Mundial | Campeonato Mundial       | Campeonato Mundial | Campeonato Mundial |
| Año                | Lugar                    | Medalla            | Prueba             |
| ------------------ | ------------------------ | ------------------ | ------------------ |
| 1975               | Nottingham (Reino Unido) | Medalla de bronce  | Cuatro sin timonel |